# Мотокі Сакура
Сакура Мотокі (яп. 元木咲良; нар. 20 лютого 2002, префектура Сайтама) — японська борчиня вільного стилю, олімпійська чемпіонка 2024 року, срібна та бронзова призерка чемпіонатів світу, чемпіонка світу серед кадетів та серед молоді.

## Життєпис
Незважаючи на те, що Сакура виграла Національний чемпіонат серед хлопців і дівчат у 2013 році, вона часто посідала 2-е або 3-е місце на національних змаганнях під час навчання в початковій та молодшій школі. Вона пішла до середньої школи Сайтама Сакає у Сайтамі та посіла 3-тє місце в змаганнях Inter-High School у перший рік (2017). Наступного, 2018 року, вона виграла юніорський Кубок Королеви серед кадетів у категорії 46 кг і вийшла на Чемпіонат світу серед кадетів. Вона виграла 5 сутичок і стала чемпіонкою.
Вступивши до Університету Ікуей, Сакура посіла 2-е місце у категорії 57 кг на Всеяпонському відкритому чемпіонаті 2021 року, але отримала розрив передньої хрестоподібної зв'язки. Одужавши, вона виграла Юніорський кубок королеви у категорії 59 кг у 2022 році. Того ж року вона також виграла Всеяпонський відкритий чемпіонат, що дало їм право взяти участь у Чемпіонаті світу серед молоді і серед дорослих. У серпні того ж року Сакура Мотокі виграла чемпіонат світу серед молоді, а через місяць здобула бронзу на чемпіонаті світу серед дорослих.
Наступного року на чемпіонаті світу серед дорослих у Белграді Сакура Мотокі стала другою, поступившись у фіналі з рахунком 1:4. Тем не менш це дозволило їй отримати ліцензію на виступ на літніх Олімпійських іграх 2024 року в Парижі.

### Родина
Її батько Ясутосі Мотокі займався греко-римською боротьбою і входив до складу олімпійської збірної Сіднея 2000 року. Він також був срібним призером чемпіонату Азії 1997 року та бронзовим призером Східноазійських ігор того ж року.

## Спортивні результати на міжнародних змаганнях

### Виступи на Олімпіадах
| Змагання                    | Збірна | Вагова категорія          | Місце  |
| --------------------------- | ------ | ------------------------- | ------ |
| Літні Олімпійські ігри 2024 | Японія | жіноча боротьба, до 62 кг | Золото |

### Виступи на Чемпіонатах світу
| Змагання                        | Збірна | Вагова категорія          | Місце  |
| ------------------------------- | ------ | ------------------------- | ------ |
| Чемпіонат світу з боротьби 2022 | Японія | жіноча боротьба, до 59 кг | Бронза |
| Чемпіонат світу з боротьби 2023 | Японія | жіноча боротьба, до 62 кг | Срібло |

### Виступи на Чемпіонатах Азії
| Змагання                       | Збірна | Вагова категорія          | Місце  |
| ------------------------------ | ------ | ------------------------- | ------ |
| Чемпіонат Азії з боротьби 2024 | Японія | жіноча боротьба, до 62 кг | Срібло |

### Виступи на інших змаганнях
| Змагання                                         | Збірна | Вагова категорія          | Місце  |
| ------------------------------------------------ | ------ | ------------------------- | ------ |
| Всеяпонський відкритий чемпіонат з боротьби 2021 | Японія | жіноча боротьба, до 57 кг | Срібло |
| Відкритий чемпіонат Загреба з боротьби 2023      | Японія | жіноча боротьба, до 62 кг | Золото |
| Відкритий чемпіонат Загреба з боротьби 2024      | Японія | жіноча боротьба, до 62 кг | 5      |

### Виступи на змаганнях молодших вікових груп
| Змагання                                      | Збірна | Вагова категорія          | Місце  |
| --------------------------------------------- | ------ | ------------------------- | ------ |
| Чемпіонат світу з боротьби серед кадетів 2018 | Японія | жіноча боротьба, до 46 кг | Золото |
| Чемпіонат світу з боротьби серед молоді 2022  | Японія | жіноча боротьба, до 59 кг | Золото |